# Heliophanus rutrosus
Heliophanus rutrosus este o specie de păianjeni din genul Heliophanus, familia Salticidae, descrisă de Wesolowska în anul 2003. Conform Catalogue of Life specia Heliophanus rutrosus nu are subspecii cunoscute.